# James Prescott Joule
James Prescott Joule FRS (Salford, 24 de desembre del 1818 – Sale, 11 d'octubre del 1889), fou un físic i cerveser anglès. Estudià la naturalesa de la calor i en descobrí la relació amb el treball mecànic (vegeu Energia). Això dugué a la teoria de la conservació de l'energia, que dugué al seu torn al desenvolupament de la primera llei de la termodinàmica; arribà a formular, amb independència del seu contemporani Mayer, el principi de conservació de l'energia. La unitat d'energia del SI, el joule, li deu el seu nom. Treballà amb Lord Kelvin per desenvolupar l'escala absoluta de temperatura –analitzà les variacions de temperatura d'un gas no perfecte en expandir-se–, feu observacions sobre la magnetostricció, i descobrí la relació entre el flux d'un corrent per una resistència i la calor dissipada, i arribà a formular la llei que duu el seu nom, l'anomenada llei de Joule, sobre la calor originada pel pas d'un corrent elèctric. Després de nombrosos experiments, obtingué el valor numèric de l'equivalent mecànic de la calor. Contribuí a explicar la teoria cinètica dels gasos. Fou «possiblement l'últim autodidacta que feu una contribució significativa al progrés de la ciència».

## Infantesa i joventut

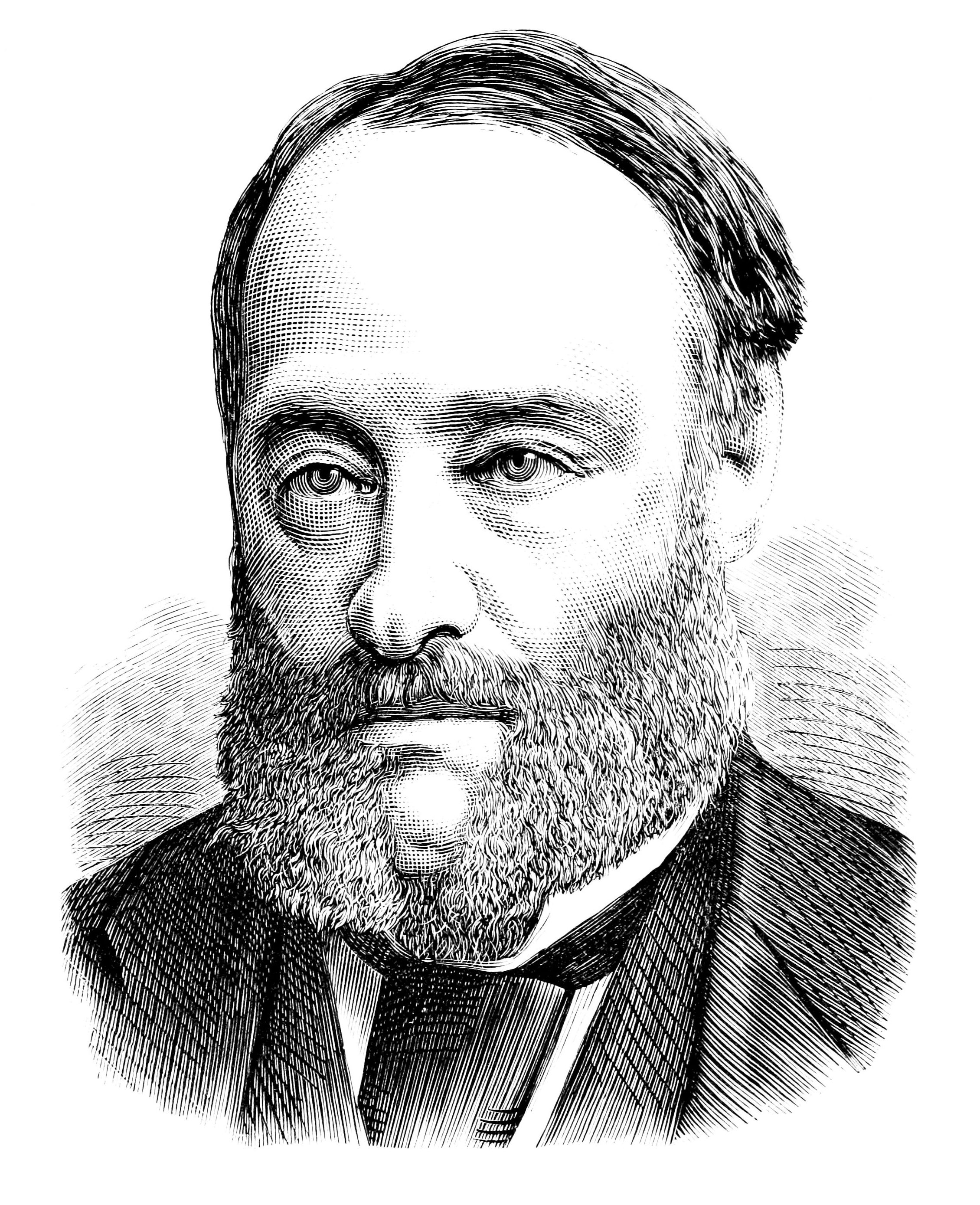
Il·lustració de Joule del 1892

James Prescott Joule, fill de Benjamin Joule (1784-1858), el propietari d'una fàbrica de cervesa, va néixer a la casa contigua a la fàbrica de cervesa Joule, a Nova Bailey Street, Salford, el 24 de desembre de l'any 1818.
Benjamin Joule era un cerveser pròsper, i James Prescott fou educat a casa fins al 1834, quan ell i el seu germà gran Benjamin foren enviats a estudiar amb John Dalton a la Manchester Literary and Philosophical Society. Només reberen dos anys d'educació en aritmètica i geometria abans que Dalton s'hagués de retirar per un accident vascular cerebral. Tanmateix, Dalton influí en Joule, així com ho feren els seus socis, el químic William Henry i els enginyers de Manchester Peter Ewart i Eaton Hodgkinson. Més endavant, Joule fou educat per John Davies. Joule estava fascinat per l'electricitat. Ell i el seu germà experimentaven donant-se xocs elèctrics l'un a l'altre i també ho feren amb els criats de la família.
Joule esdevingué gerent de la cerveseria i hi tingué un paper actiu fins que el negoci fou venut el 1854. La ciència era una afecció, però aviat començà a investigar la plausibilitat de substituir la màquina de vapor de la cerveseria amb un motor elèctric, aleshores recentment inventat. Joule tenia una habitació a casa el seu pare que la utilitzava com a laboratori; va ser allí on va començar a fer els seus primers experiments elèctrics i magnètics. El 1838 contribuí amb els seus primers treballs acadèmics sobre electricitat als Annals of Electricity, la revista científica fundada i dirigida pel soci de Davies William Sturgeon. Descobrí la llei de Joule el 1840 i intentà impressionar la Royal Society però descobrí, no per última vegada, que se'l veia com un mer principiant de província. Quan Sturgeon es mudà a Manchester el 1840, Joule i ell esdevingueren el centre d'un cercle d'intel·lectuals de la ciutat. Ambdós compartien la creença que la ciència i la teologia havien d'integrar-se. Joule ensenyà a la Royal Victoria Gallery of Practical Science de Sturgeon.
Descobrí que cremar una lliura de carbó en una màquina de vapor produeix cinc vegades el treball del consum d'una lliura de zinc en una cèl·lula de Grove, una de les primeres bateries elèctriques. La unitat estàndard de treball de Joule era l'habilitat d'alçar una lliura a una alçada d'un peu, el peu-lliura.
Joule fou influenciat pel pensament de Franz Aepinus i provà d'explicar els fenòmens de l'electricitat i el magnetisme en termes d'àtoms envoltats per un "èter calorífic en estat de vibració".
Tanmateix, l'interès de Joule canvià d'un interès purament financer de quanta feina es podia extreure d'una única font, portant-lo a especular sobre la convertibilitat de l'energia. El 1843 publicà els resultats dels seus experiments, que demostraven que l'efecte d'escalfament que havia quantificat el 1841 es devia a la generació de calor al conductor i no a la seva transmissió d'una altra part de l'equipament. Això era un repte directe a la teoria del calòric, que sostenia que la calor no es podia ni crear ni destruir. La teoria del calòric havia dominat el pensament en la ciència de la calor des que Antoine Lavoisier l'havia introduït el 1783. El prestigi de Lavoisier i l'èxit pràctic de la teoria del calòric de la màquina de vapor de Sadi Carnot des del 1824 feren que el jove Joule, que treballava fora dels àmbits acadèmic i d'enginyeria, tingués un camí difícil per recórrer. Els valedors de la teoria del calòric indicaren la simetria de l'efecte Peltier-Seebeck per afirmar que la calor i el corrent són convertibles, almenys aproximadament, per un procés reversible.
El juny de 1844, el seu pare es va traslladar de Pendlebury a Whalley Range i hi feu construir un laboratori per al seu fill situat prop de la casa. Joule va mantenir una estreta relació amb la Manchester Literary and Philosophical Society. El 25 de gener de 1842 esdevenia membre de la societat, el 1844 era escollit bibliotecari, el 1846 secretari honorari, el 1851 vicepresident i finalment, el 1860 esdevindria president per primer cop.

## L'equivalent mecànic de la calor
En la seva obra del 1845, Joule escrigué:
| « | ... el treball mecànic exercit en girar una màquina magnetoelèctrica es converteix en calor creada pel pas de corrents inductius a través de les seves bobines; i, d'altra banda, que el poder motil del motor magnetoelèctric s'obté a expenses de la calor a causa de les reaccions químiques de la bateria que la fa treballar. | » |

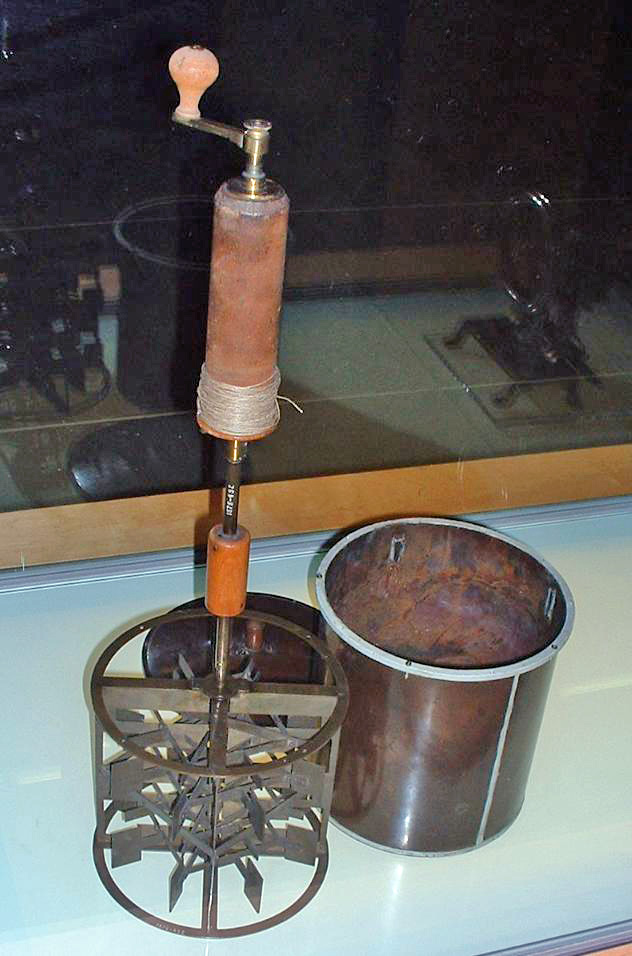
L'aparell de calor de Joule (1845).

En aquest passatge, Joule adopta el llenguatge de la vis viva (energia), possiblement perquè Hodgkinson havia llegit una revisió de l'obra d'Ewart On the measure of moving force a la Literary and Philosophical Society l'abril del 1844.
Experiments i mesures posteriors fets per Joule el portaren a calcular que l'equivalent mecànic de la calor era de 838 peus-lliura per elevar la temperatura d'una lliura d'aigua en un grau Fahrenheit. Anuncià els seus resultats a una trobada del departament de química de la British Association for the Advancement of Science a Cork el 1843, però es trobà amb un silenci.
Joule no es desanimà i començà a cercar una demostració purament mecànica de la conversió de treball en calor. Forçant aigua a través d'un cilindre perforat, fou capaç de mesurar el lleuger escalfament viscós del fluid. Obtingué un equivalent mecànic de 770 peus-lliura/UTB (4,14 J/cal). El fet que els valors obtinguts tant per mitjans elèctrics i purament mecànics es corresponguessin a almenys un ordre de magnitud era, per a Joule, evidència convincent de la realitat de la convertibilitat de treball en calor.
Joule provà un tercer camí. Mesurà la calor generada amb el treball fet en comprimir un gas. Obtingué un equivalent mecànic de 823 peus-lliura (4,43 J/cal). De moltes maneres, aquest experiment es convertí en l'objectiu més fàcil pels crítics de Joule, però Joule s'encarregà de les objeccions anticipades mitjançant experiments intel·ligents. Tanmateix, la seva obra fou refusada per la Royal Society i s'hagué de contentar amb publicar-la a la Philosophical Magazine. En aquesta obra quedava evident el seu refús del raonament calòric de Carnot i Émile Clapeyron, però també eren evidents les seves motivacions teològiques:
| « | Concebo que aquesta teoria... s'oposa als principis reconeguts de la filosofia perquè duu a la conclusió que la vis viva es pot destruir mitjançant una configuració incorrecta de l'aparell: per tant, el Sr. Clapeyron infereix que "sent la temperatura del foc entre 1.000 °C i 2000 °C superior a la de la caldera, hi ha una enorme pèrdua de vis viva en el pas de la calor del forn a la caldera." Convençut que el poder de destruir coses pertany únicament al Creador, afirmo... que qualsevol teoria que, quan posada en pràctica, requereix l'aniquilació de força, és necessàriament errònia. | » |

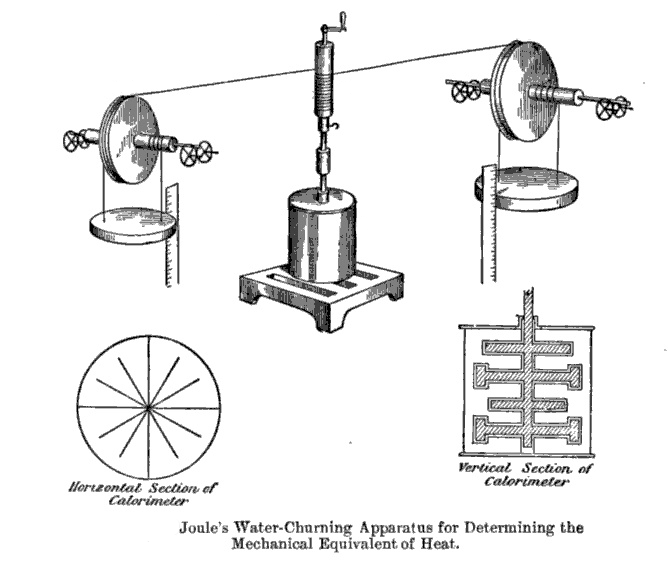
Aparell per determinar l'equivalent mecànic a la calor

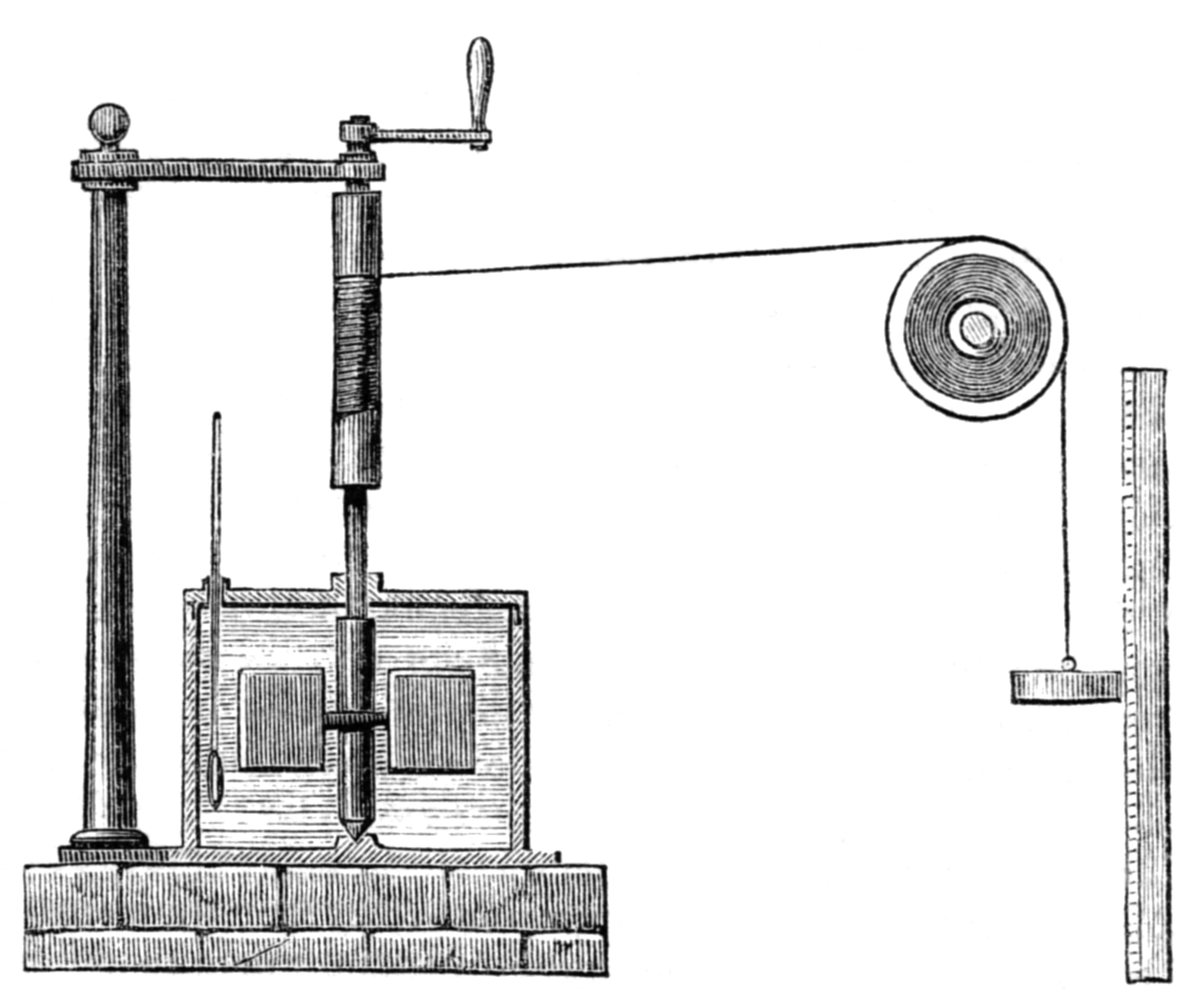
L'aparell de Joule per mesurar l'equivalent mecànic de la calor.

El 1845, Joule llegí la seva obra On the mechanical equivalent of heat a la reunió de la British Association a Cambridge. En aquesta obra, explicà el seu experiment més conegut, utilitzant un pes caient per fer girar un rodet en un barril d'aigua aïllat, del qual mesurà l'increment de temperatura. La seva nova estimació de l'equivalent mecànic era de 819 peus-lliura/BTU (4.41 J/cal).
El 1850, Joule publicà una mesura refinada de 772,692 peus-lliura/BTU (4,159 J/cal), més propera a les estimacions del segle xx.

## Recepció i prioritat
Gran part de la resistència inicial a l'obre de Joule es devia a la seva dependència de mesures extremament precises. Afirmava poder mesurar temperatures amb un marge d'error de només 1/200 de grau Fahrenheit. Una precisió d'aquesta magnitud era certament rara en la física experimental dels seus temps però els seus crítics podrien haver negligit la seva experiència en l'art de la cerveseria i en el seu accés a tecnologies pràctiques. També rebé el suport del fabricant d'instruments científics John Benjamin Dancer.
Tanmateix, l'alemany Hermann Helmholtz descobrí l'obra de Joule i una obra similar publicada el 1842 per Julius Robert von Mayer. Malgrat que ambdós havien estat negligits des de les seves publicacions, la declaració definitiva del 1847 de Helmholtz de la conservació de l'energia donava crèdit a tots dos.
També el 1847, a una de les exposicions de Joule a la British Association a Oxford hi assistiren George Gabriel Stokes, Michael Faraday, i el precoç i independent William Thomson que més tard esdevindria Lord Kelvin i que acabava d'aconseguir el lloc de catedràtic de filosofia natural a la Universitat de Glasgow. Stokes se sentí "inclinat a ser un Joulita" i "Faraday" en fou impressionat, tot i que tenia dubtes. Thomson estava intrigat però romania escèptic.
Thomson i Joule es trobaren d'imprevist més tard aquell any a Chamonix. Joule es casà amb Amelia Grimes el 18 d'agost i la parella marxà de lluna de mel. Deixant de banda l'entusiasme marital, Joule i Thomson decidiren intentar un experiment uns dies més tard per mesurar la diferència de temperatura entre la part superior i la part inferior de la Cascada de Sallanches, tot i que més tard això es revelà molt poc pràctic.
Malgrat que Thomson sentia que els resultats de Joule exigien una explicació teòrica, defensà amb vigor l'escola de Carnot i Clapeyron. En el seu tractat sobre la temperatura absoluta del 1848, Thomson escrigué que "la conversió de calor (o calòric) en efecte mecànic és probablement impossible, i certament no ha estat descoberta" - però una nota a peu de pàgina demostrà els seus dubtes sobre la teoria calòrica, referint-se als "descobriments molt remarcables" de Joule. Sorprenentment, Thomson no envià a Joule una còpia de l'obra, però quan aquest eventualment el llegí, escrigué a Thomson el 6 d'octubre, afirmant que els seus estudis havien demostrat la conversió de calor en treball però que estava planejant més experiments. Thomson respongué el dia 27, revelant que estava planejant els seus propis experiments i que esperava una reconciliació de les seves dues teories. Malgrat que Thomson no feu més experiments, al llarg dels dos anys següents es desencantà amb la teoria de Carnot i es convencé de la de Joule. En la seva obra del 1852, Thomson no desitjava arribar més lluny que un compromís i declarà que «tota la teoria del poder motil de la calor es basa en… dues… proposicions… degudes a Joule, per una banda, i Carnot i Clausius, per l'altra».
Tan aviat com Joule llegí l'obra, escrigué a Thomson amb els seus comentaris i preguntes. Així començà una col·laboració fructífera, tot i que essencialment epistolar, entre ambdós homes, amb Joule duent a terme experiments i Thomson analitzant-ne els resultats i proposant-ne de nous. La col·laboració durà del 1852 al 1856, i els seus descobriments inclogueren l'efecte Joule-Thomson, i els resultats publicats contribuïren molt a l'acceptació general del treball de Joule i de la teoria cinètica.

## Teoria cinètica

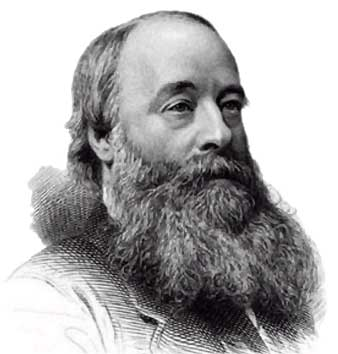
James Prescott Joule

La cinètica és la ciència que estudia el moviment. Joule fou alumne de Dalton i no és sorprenent que desenvolupés una ferma creença en la teoria atòmica, tot i que molts científics de la seva època encara eren escèptics. També fou una de les poques persones receptives a l'obra negligida de John Herapath sobre la teoria cinètica de gasos. També fou profundament influenciat per l'obra de Peter Ewart del 1813 On the measure of moving force.
Joule percebé la relació entre els seus descobriments i la teoria cinètica de la calor. Les seves notes de laboratori revelen que creia que la calor era una forma de moviment més rotacional que translacional.
Joule no pogué resistir trobar antecedents de les seves creences en Francis Bacon, Isaac Newton, John Locke, Benjamin Thompson i Humphry Davy. Tot i que aquestes creences estan justificades, Joule calculà un valor per l'equivalent mecànic de la calor de 1.034 peus-lliura a partir de les obres de Thompson. Alguns estudiosos actuals han criticat això argumentant que els experiments de Thompson no representaven pas mesures quantitatives sistemàtiques. En una de les seves notes personals, Joule argumenta que la mesura de Mayer no era més precisa que la de Thompson, potser esperant que Mayer no s'hagués anticipat a la seva obra.

## Mort i reconeixements

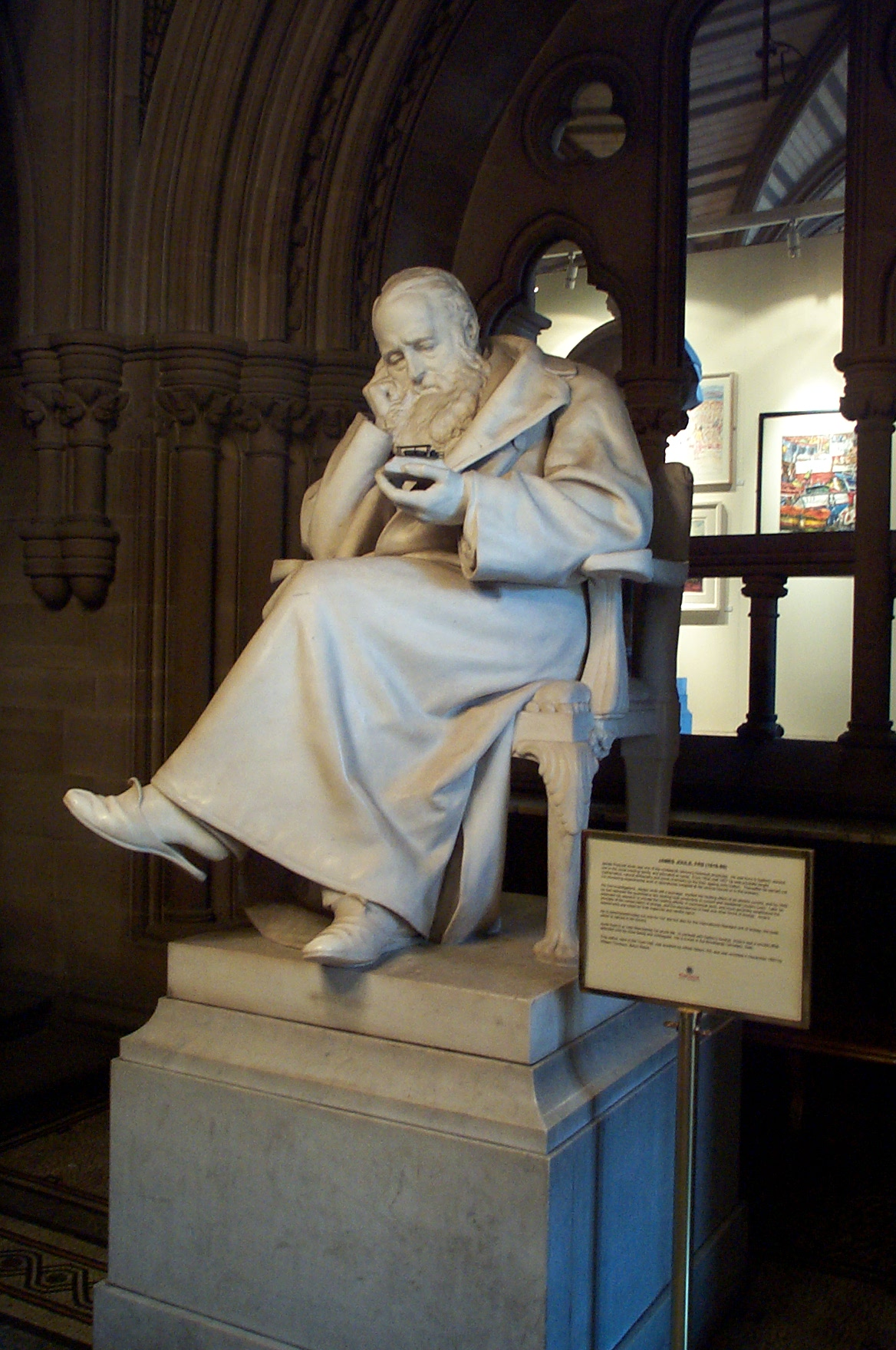
Una estàtua de Joule a la casa de la vila de Manchester.

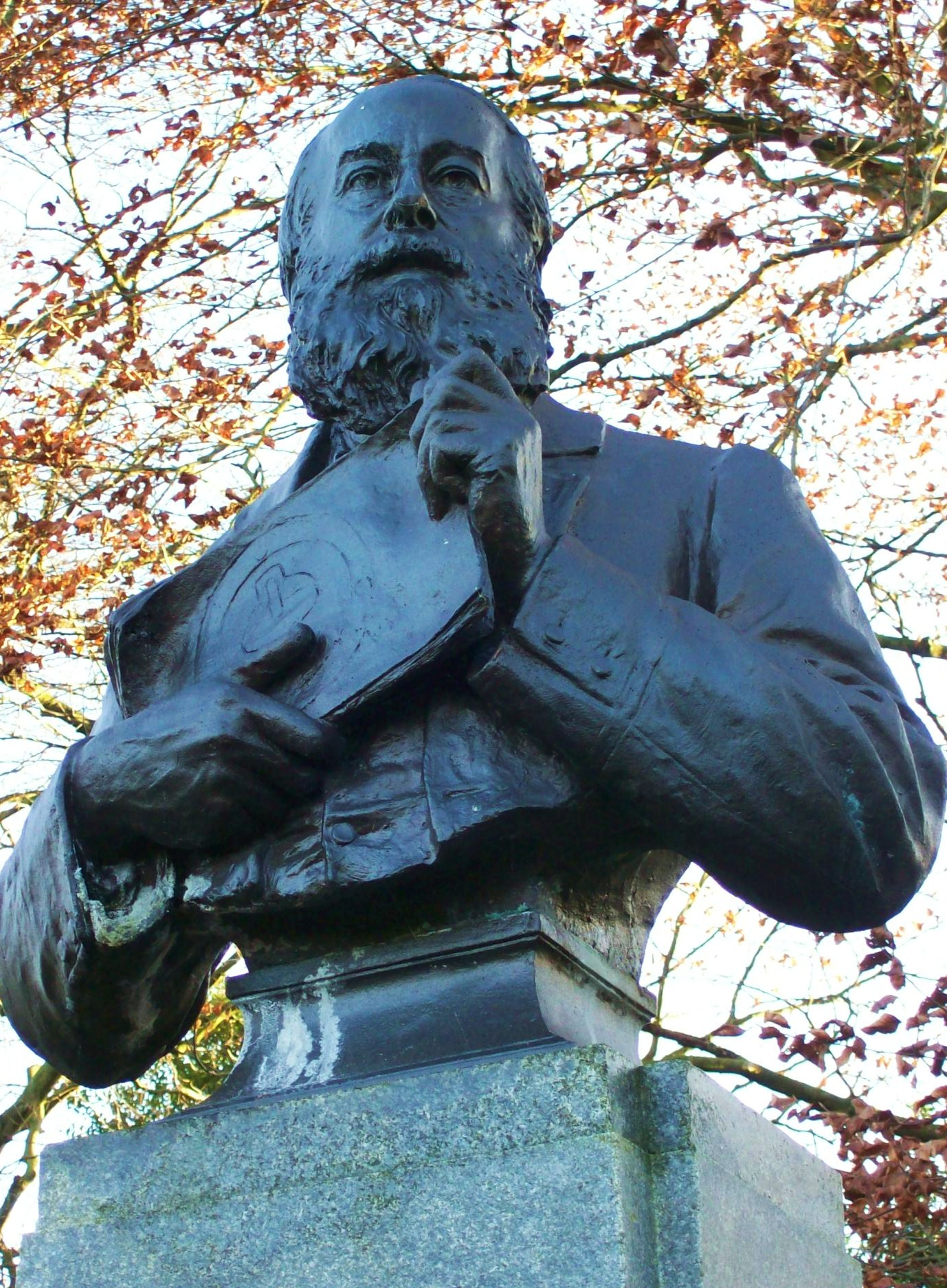
Bust de Joule a Worthington Park

Joule havia d'haver estat el president de la British Association a la reunió de Bradford el 1872 i de nou a la reunió de Manchester de 1887, però en ambdues ocasions no hi va poder assistir per qüestions de salut. A partir de 1872 la seva salut es va debilitar, i des d'aquell moment i fins a la seva mort l'11 d'octubre 1889 va viure tranquil·lament a la seva residència de 12 Wardle Road de Sale. on estudiava en la mesura que la seva salut li ho permetia. Va ser enterrat al cementiri de Brooklands. La làpida porta la inscripció "772,75", la seva mesura culminant de l'equivalent mecànic de la calor (1878), i una cita de l'Evangeli de Joan, "Mentre sigui de dia, he de fer les obres del qui m'ha enviat: però ara s'acosta la nit, quan ningú no pot treballar" (Joan, 9:4).
Al llarg de la seva vida, però especialment durant els seus últims anys, va rebre nombrosos reconeixements provinents tant d'Anglaterra com de l'estranger. Joule va ser escollit membre (en anglès, "Fellow") de la Royal Society el dia 6 de juny de 1850. El 1852 el Consell de la Royal Society va concedir-li Joule la Royal Medal per la seva tasca de recerca; el 1860 li atorgaren la Medalla Copley pels mateixos experiments de la mà de Sir Edward Sabine; en el discurs d'entrega Sabine va dir:
| «                          | El premi de dues medalles per la mateixa recerca és un procediment extremadament rar en la nostra societat, i amb raó. En aquesta ocasió, el Consell ha desitjat mostrar de la manera més emfàtica possible la seva opinió del caràcter especial i original i la gran utilitat del descobriment del Sr. Joule. | » |
| — Sir Edward Sabine (1860) | |   |

Diverses universitats li concediren el títol de Doctor honoris causa; el primer va ser el LL.D. de la Trinity College Dublin (1857), després el D.C.L. de la Universitat d'Oxford (1860) i finalment el LL.D. de la Universitat d'Edimburg (1871). El 1878 rebé una pensió de £ 200 per any per serveis a la ciència i el 1880 el príncep de Gal·les Eduard VII li entregà l'Albert Medal atorgada per la Royal Society of Arts. J.P. Joule és Membre Honorari de la Institution of Engineers and Shipbuilders in Scotland des de 1857.
Existeixen dos retrats de James Prescott a l'oli; el primer s'alberga en una sala de la Manchester Literary and Philosophical Society i va ser pintat per George Patten el 1863, mentre que el segon és propietat de la Royal Society i és obra de George Reynolds el 1882. També Reynolds n'esculpí un bust el 1882.
A la ciutat de Manchester compta amb força reconeixements, com ara la biblioteca que porta el seu nom i que, dins de la Universitat de Manchester, està especialitzada en obres de ciència, tecnologia i enginyeria, o com l'estàtua esculpida per Alfred Gilbert, ubicada just davant d'una de Dalton a l'exterior de la casa de la vila. Al cor de l'Abadia de Westminster hi ha un monument a Joule, tot i que no hi està enterrat malgrat el que diuen algunes biografies.
El parc de Worthington, antigament parc de Sale, acull un bust d'argila banyat en bronze que representa la figura del científic. L'obra és de 1905 de l'escultor John Cassidy. El projecte va ser finançat parcialment per donacions, entre d'altres, de científics d'arreu del món. El bust presenta Joule sostenint una obra científica que s'entreveu el dibuix d'un galvanòmetre.
El cràter lunar Joule porta aquest nom en honor seu, així com el submarí francès Joule, que s'enfonsà als Dardanels la primavera del 1915.

## Activitat cervesera
Juntament amb el seu germà Benjamin, James Joule es feu càrrec de la cerveseria situada a Salford que el seu avi William havia fundat tres dècades abans del seu naixement. Mentre que alguns autors afirmen que Joule s'implicà poc en la gestió de la cerveseria, d'altres diuen tot el contrari, que Joule mostrava un gran interès per millorar els processos tècnics, físics i químics de la cerveseria. Aquest últim punt de vista se sosté en la seva correspondència amb Lord Kelvin. La producció de gas durant el procés de fabricació de la cervesa hauria estat el punt de partida per als estudis que desembocaren en el descobriment de l'efecte Joule-Thomson. La malaltia del seu pare i la marxa del seu germà obligaren James Joule a implicar-se amb els aspectes tècnics i comercials de la cerveseria. Joule s'acabà venent la cerveseria el 1855, pocs anys abans de la mort del seu pare, per a centrar-se exclusivament en els seus experiments científics.

## Obres de Joule
- The Scientific papers of James Prescott Joule. Volum 1 / Published by the Physical society of London (en anglès).  Londres: Taylor and Francis, 1884-1887. Arxivat 2013-12-16 a Wayback Machine.
- The scientific papers of James Prescott Joule. Volum 2, Joint scientific papers / Published by the Physical society of London (en anglès).  Londres: Taylor and Francis, 1884-1887. Arxivat 2015-12-08 a Wayback Machine.
- James, Joule. The Scientific Papers of James Prescott Joule (en anglès).  City: Cambridge Univ Pr, 1884. ISBN 9781108028820.